# Jerome Clark
Jerome Clark (27 de noviembre de 1946) es un investigador y escritor estadounidense especializado en el estudio de los objetos voladores no identificados y otros fenómenos paranormales. Ha intervenido en ABC News Special Report, Unsolved Mysteries, Sightings y A&E Network debatiendo sobre ovnis y otras singularidades. Clark es también compositor de música country y folk.

## Biografía
Clark nació y creció en Canby, Minnesota. Asistió a la Universidad Estatal de Dakota del Sur y a la Universidad Estatal de Minnesota. Ha sido escritor, reportero y editor de varias revistas sobre ovnis y otros fenómenos paranormales. Fue editor de la revista Fate y de International UFO Reporter, y miembro de la junta directiva del Center for UFO Studies.

### Investigación ovni
La publicación en 1975 de su libro The Unidentified: Notes Toward Solving the UFO Mystery (Lo no identificado. Notas para resolver el misterio ovni), coeditado junto a la naturalista Loren Coleman, dio origen al término paraufología, denominación que conformó posteriormente una hipótesis alternativa a la hipótesis extraterrestre en la interpretación del fenómeno ovni.
En la década de 1990, Clark escribió una obra en varios volúmenes titulada The UFO Encyclopedia: The Phenomenon From The Beginning (La enciclopedia ovni. El fenómeno desde el principio). Library Journal declaró en su reseña sobre la misma que "Una respetada autoridad sobre ovnis proporciona una actualización muy necesaria del fenómeno [ovni] con esta nueva enciclopedia... [es] el tratamiento más completo hasta ahora de este desconcertante fenómeno... la [enciclopedia] debería ser considerada por un público más amplio y por bibliotecas académicas". Choice: Current Reviews for Academic Libraries escribió que "los artículos son objetivos y equilibrados, sin predominio ni del punto de vista creyente ni del escéptico", y que The UFO Encyclopedia es "recomendable para bibliotecas públicas y colecciones universitarias". En 1997, se publicó una edición abreviada en rústica, en un solo volumen, de The UFO Encyclopedia, titulada The UFO Book: Encyclopedia of the Extraterrestrial (El libro ovni. Enciclopedia de lo extraterrestre). En 1998, The UFO Book ganó el Premio Benjamín Franklin en la categoría de Ciencia/Medio Ambiente patrocinado por la Independent Book Publishers Association.
En su reseña de su libro de 1999 Cryptozoology A to Z (Criptozoología de la A a la Z), Salon.com comentó que Clark y la coautora Loren Coleman "muestran un carácter conmovedoramente solidario" para un tema a menudo criticado por falta de rigor científico.
Sunday Express combinó su revisión del libro de Clark del año 2000, Extraordinary Encounters, An Encyclopedia of Extraterrestrials and Otherworldly Beings (Encuentros extraordinarios. Una enciclopedia de extraterrestres y seres de otro mundo) con otro libro similar de James R. Lewis titulado UFOs and Popular Culture (Ovnis y cultura popular), considerando a ambos "inexplicablemente entretenidos" y comentando que "se las arreglan para mantener una sana racionalidad y una mente abierta, ni demasiado escéptica ni demasiado dispuesta a creer en los reclamos de los creyentes en los ovnis".
Según el escéptico académico Paul Kurtz, "Clark ataca a los escépticos por su mentalidad cerrada y dogmática, pero se deja impresionar fácilmente por evidencias cuestionables".

### Composición de canciones y críticas de música
Clark ha escrito canciones que han sido grabadas o interpretadas por músicos como Emmylou Harris, Mary Chapin Carpenter y Tom T. Hall, y ha colaborado con Robin y Linda Williams. También ha escrito una serie de críticas de álbumes y CD de música folk estadounidense para la revista Rambles.

## Obra
- Unexplained: Strange Sightings, Incredible Occurrences, and Puzzling Physical Phenomena, third edition, 2012, Visible Ink Press, ISBN 1-57859-344-1
- Hidden Realms, Lost Civilizations, and Beings from Other Worlds, 2010, Visible Ink Press, ISBN 1-57859-175-9
- The Unidentified & Creatures of the Outer Edge by Jerome Clark and Loren Coleman. Anomalist Books, 2006. ISBN 1933665114
- Unnatural Phenomena: A Guide to the Bizarre Wonders of North America, 2005, ABC-Clio Books, ISBN 1-57607-430-7
- Strange Skies: Pilot Encounters with UFOs, 2003, Citadel Books, ISBN 0-8065-2299-2
- Extraordinary Encounters: an Encyclopedia of Extraterrestrials and Otherworldly Beings, 2000, ABC-CLIO. ISBN 1-57607-379-3
- Cryptozoology A to Z: The Encyclopedia of Loch Monsters, Sasquatch, Chupacabras, and Other Authentic Mysteries of Nature by Loren Coleman and Jerome Clark. Simon and Schuster, 1999. ISBN 0684856026
- The UFO Encyclopedia: The Phenomenon From The Beginning (2-Volume Set), 1998, Omnigraphics Books, ISBN 0-7808-0097-4
- The UFO Book: Encyclopedia of the Extraterrestrial, 1997, Visible Ink Press, ISBN 1-57859-029-9
- Spacemen, demons, and conspiracies by Jerome Clark. Fund for UFO Research, 1997
- Encyclopedia of Strange and Unexplained Physical Phenomena, 1993, Thomson Gale Press, ISBN 0-8103-8843-X
- Creatures of the goblin world by Jerome Clark and Loren Coleman. Clark Publications, 1984
- Earths Secret Inhabitants by D Scott Rogo and Jerome Clark. Tempo Books, 1979. ISBN 0-448-17062-0
- The Unidentified: Notes Toward Solving the UFO Mystery by Jerome Clark and Loren Coleman. Warner Paperback Library, 1975. ISBN 0-446-78735-3
- Strange & Unexplained Happenings: When Nature Breaks the Rules of Science by Jerome Clark and Nancy Pear. UXL Publishing. ISBN 0-8103-9780-3